# Campo de la Ribera
El Campo de la Ribera fue un centro clandestino de detención, tortura y exterminio (CCDyTE) localizado en la ciudad de Córdoba, Argentina, que funcionó desde diciembre de 1975 hasta mediados de 1978. Fue utilizado en los últimos meses del gobierno de Isabel Perón y durante los primeros dos años de la última dictadura militar de Argentina para mantener cautivas a las personas que eran secuestradas de manera ilegal por las fuerzas represivas.
Comenzó a ser parte del engranaje del terrorismo de Estado varios meses antes de instaurarse la dictadura el 24 de marzo de 1976. Por este centro clandestino pasaron alrededor de 4000 personas, algunas de las cuales aun hoy permanecen desaparecidas.  

## Uso posterior
Al desmantelarse como CCDyTE en junio de 1978, retorna la Prisión Militar de Encausados «Córdoba» que había sido trasladada en diciembre de 1975 a dependencias de La Calera.   
En 1986 el predio queda abandonado completamente hasta que en el año 1989 el gobernador de la provincia de Córdoba Eduardo Angeloz decide comprarlo para instalar allí 3 establecimientos educativos (primero se inaugura la Escuela Primaria y Jardín de Infantes Canónigo Piñero y un año después se crea el Bachillerato con Orientación en Técnicas Artesanales que luego se llamará IPEM 133 Dr Florencio Escardó -actual IPETyM 133-).   
Durante 20 años funcionan allí las escuelas y gracias a la lucha de muchas instituciones, organizaciones sociales, organismos de Derechos Humanos nucleados en la denominada Red Social de la Quinta se consigue la construcción de nuevos edificios para dichas escuelas, lo que posibilita pensar e inaugurar el 24 de marzo de 2010 el actual Espacio para la Memoria, Promoción y Defensa de los Derechos Humanos Campo de la Ribera.  